# Мукачівський центр дитячої та юнацької творчості
Мукачівський центр дитячої та юнацької творчості [Архівовано 13 грудня 2021 у Wayback Machine.] - позашкільний навчальний заклад у місті Мукачево. 

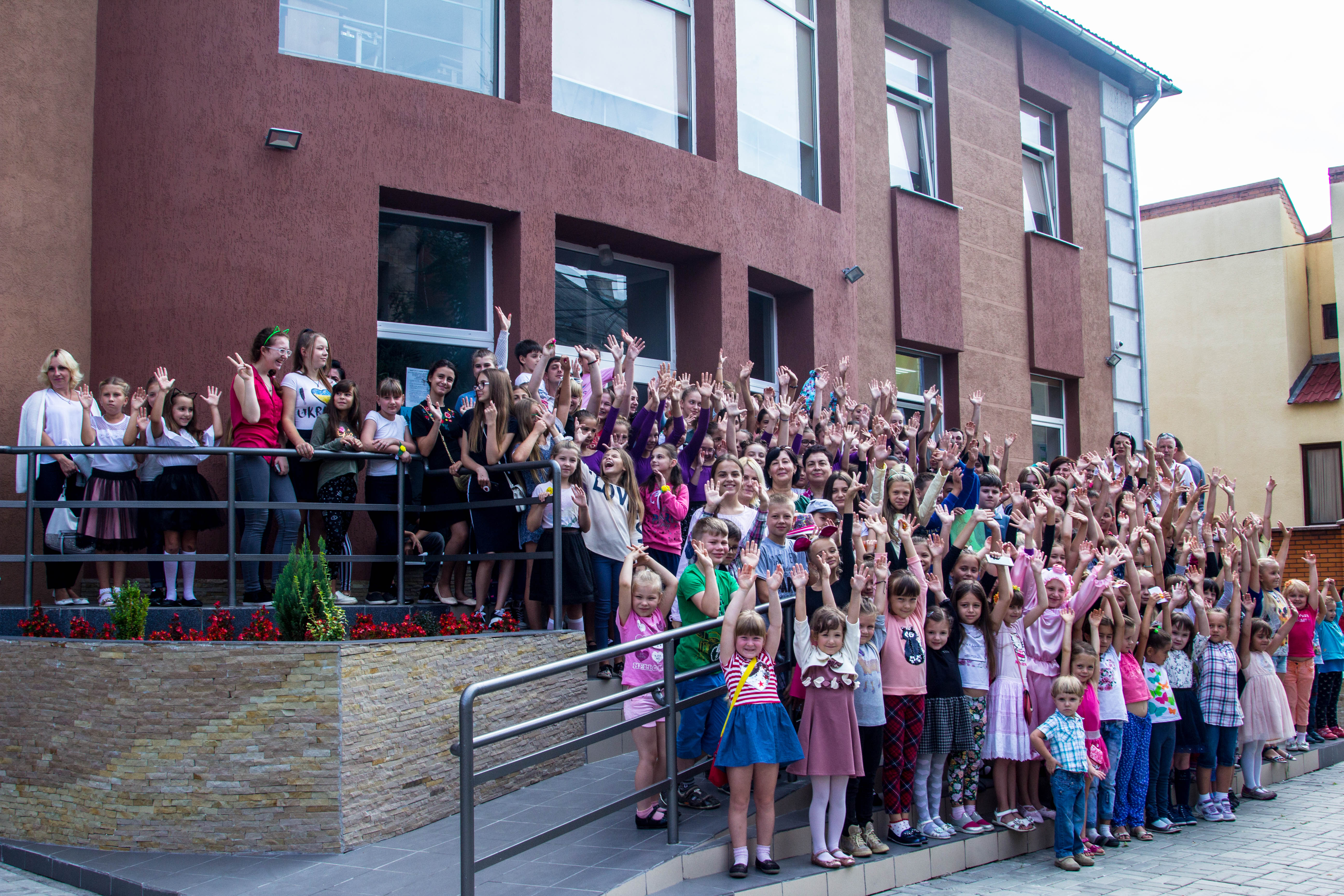
Вихованці Мукачівського центру дитячої та юнацької творчості

В радянські часи, в 50-60 роках минулого ХХ століття, а саме, в червні 1949 року відкрився Мукачівський Будинок піонерів (по вул. Московській).
Заклад  став тим місцем, де виховувалось змалечку розуміння того, що таке честь прапору, повага до старших, любов до Вітчизни.
В кінці 1972 року, з нагоди 50-річчя СРСР, мукачівська дітвора від міської влади і комсомольців м. Мукачева отримали чудовий подарунок – двоповерховий Палац піонерів. Він був збудований на місці старого Будинку піонерів. Простора будівля дозволила збільшити тут кількість гуртків. До початку 90 років в закладі працювало майже 80 педагогів, гуртки працювали на базі закладу та ЗОШ міста.
За останні 15 років в закладі  запрацювали десятки нових гуртків.
В 2013 році заклад  атестований з відзнакою (на рівні вимог до позашкільної освіти).
В 2017  році в закладі проведено реконструкцію та відповідно Рішення Мукачівської міської ради від 26 жовтня 2017 року № 807  з 20 листопада 2017 року Мукачівський Будинок школярів перейменовано в Мукачівський Центр дитячої  та юнацької творчості. В  грудні 2017 році заклад відкрився після проведеного капітального ремонту. Оновлено технічне устаткування та комп’ютерна техніка. Створені чудові технічні умови для занять відділу декоративно-прикладного мистецтва, студії живопису, класів хореографії та вокалу.  
В закладі на сьогодні навчається  1 482 учня,  100 груп,  20  гуртків. Педагогічний колектив нараховує  27 педагогів.
Гуртки  Мукачівського Центру  дитячої  та юнацької творчості за напрямками роботи:
1.    Художньо – естетичний напрямок:
-        Дизайн одягу
-        Дизайн – студія "Вернісаж"
-        Студія ведучих радіо та телебачення "Овація"
-        Ігротехнік
-        Гуртки хореографії  (народна  та сучасна хореографія)
-        Студії образотворчого мистецтва
-        Художня кераміка
-         Майстерня декору
2.    Науково – технічний напрямок:
-        Фотогурток "Об'єктив"
3.    Фізкультурно – спортивний напрямок:
-        Танцювальна мозаїка
-        Школа правових знань "Закон і ми"
-        Чарівний світ мистецтва
-        Пізнайко
-        Юні журналісти
4.    Оздоровчий напрямок:
-        Клуб для дітей з обмеженими можливостями "Повір у себе"
-        Оздоровча гімнастика
Вихованці Мукачівського  Центру  дитячої  та юнацької творчості  є переможцями міських, обласних,  Всеукраїнських та міжнародних конкурсів. Хореографічному колективу "Сузір'я" та студії образотворчого мистецтва "Палітра"  присвоєно звання  "Зразковий".
Заклад пишається не тільки досягненнями свої х вихованців, а і тими, хто обрав професію  пов’язану з отриманням початкової освіти в нашому закладі.
        В педагогічному колективі   є  педагоги, які починали  свій творчий шлях  гуртківцями  закладу.
        З 2011 н.р. згідно закону «Про позашкільну освіту» вихованці, які засвоїли програму основного , вищого рівнів та склали іспити, отримують свідоцтва про закінчення позашкільної освіти.
Культурно-мистецькі заходи, які проводилися  закладом,спрямовані на  всебічний розвиток  особистості, виховання кращих рис, громадянина України, формування соціальної компетентності і активності дітей,стимулювання їх творчих здібностей.
За навчальний рік заклад проводить до 50 культурно-мистецьких
заходів, а саме:
-        Благодійні акції
-        Виставки,конкурси
-        Пізнавально-розважальні програми
-        Шахові турніри
-        Пленери
-        Святкові концертні програми
-        Родинні свята
-        Майстер-класи
-        Робота з дітьми які схильні до правопорушень
-        Міські фестивалі "Повір у себе", "Сурми звитяги", "Писанковий рай"

Всеукраїнський фестиваль "Різдвяна зіронька" та Міжнародний фестиваль  "Смарагдові витоки"  стали  мистецькою візитівкою не тільки МЦДЮТ, а й міста Мукачева.
В роботу Центру дитячої та юнацької творчості ввійшли  заходи для батьків: щорічні звіти, які проводяться у вигляді виставок, концертів , відкритих занять, де діти показують свої досягнення за рік.
Традиційними стали родинні свята для вихованців та батьків батьківські  збори.